# Borussia (Lied)

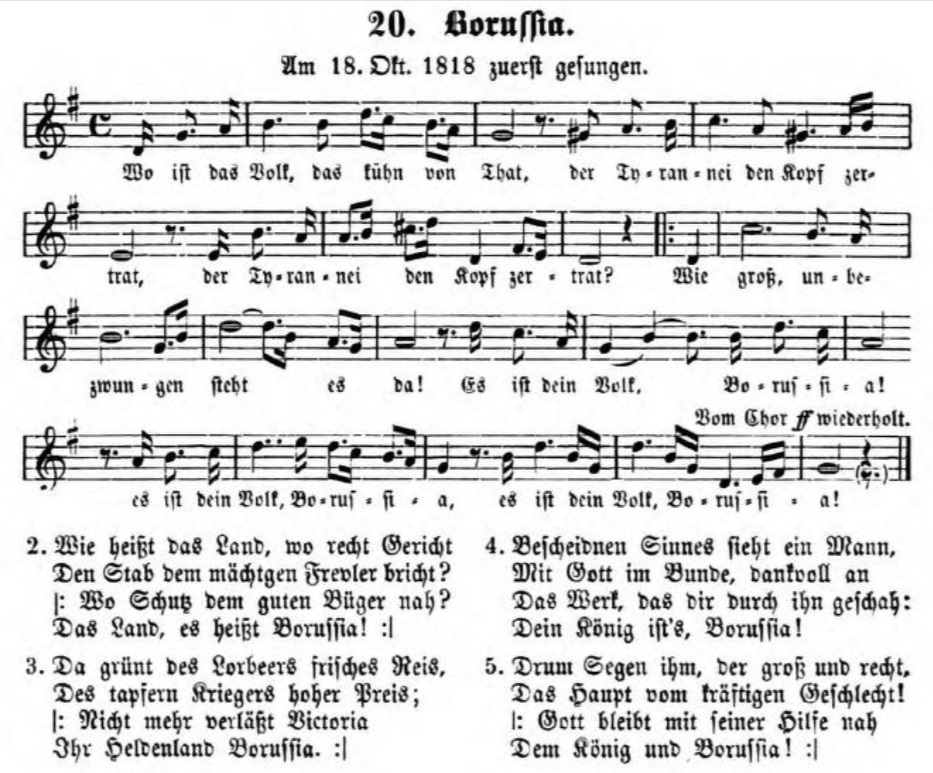
Borussia bei Franz Magnus Böhme (1895)rahmenlos|zentriert

Die Hymne Borussia, auch bekannt als Chant national prussien, war ein patriotisches preußisches Lied, das zeitweilig den Status einer Nationalhymne innehatte. Die Melodie stammt von Gaspare Luigi Pacifico Spontini, der Text von Johann Friedrich Leopold Duncker. Der Begriff Borussia ist eine neulateinische Bezeichnung für Preußen und eine Frauengestalt als Allegorie Preußens.

## Geschichte
1814 begegnete König Friedrich Wilhelm III. in Paris dem italienischen Komponisten Gasparo Luigi Pacifico Spontini, den er 1820 als Generalmusikdirektor nach Berlin holte. Eines der ersten Berliner Werke Spontinis war die Komposition mit dem Titel Borussia. Preußischer Volksgesang. Es war bereits zwei Jahre zuvor von ihm als Chant national prussien komponiert worden. Er instrumentierte es nun für 100 Violinen, 50 Trompeten, zwanzig weitere Blasinstrumente (u. a. Fagott, Klarinette, Horn) und 130 Stimmen nebst Sopransolo. Den Text verfasste Johann Friedrich Leopold Duncker, Kabinettssekretär des Königs.
Am 3. August 1820, anlässlich des Geburtstags von König Friedrich Wilhelm III., erfolgte die Aufführung der Borussia in der Königlichen Oper Berlin. Noch im selben Jahr wurde sie als preußische Nationalhymne dekretiert und von da an in allen Schulen und bei patriotischen Festlichkeiten gesungen.
Die Hymne wurde später um vier Strophen erweitert, als Verfasser gilt Karl Alexander Herklots. Diese Strophen wurden jedoch nie populär. Abgedruckt findet man sie wohl einzig bei August Heinrich Hoffmann von Fallersleben.
Im Zuge der Gründung des Deutschen Reiches am 18. Januar 1871 versuchte man im August desselben Jahres vermittels einer Aufführung im Königlichen Opernhaus die Borussia mit verändertem Text – statt Borussia nun Germania, statt König jetzt Kaiser – neu zu beleben, jedoch ohne Erfolg.

## Text

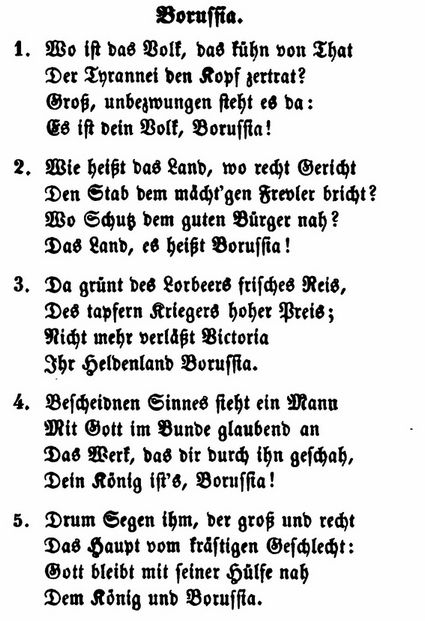
Textdruck um 1850

1. Wo ist das Volk, das kühn von That

Der Tyrannei den Kopf zertrat?

Groß, unbezwungen steht es da:

Es ist dein Volk, Borussia!

2. Wie heißt das Land, wo recht Gericht

Den Stab dem mächt’gen Frevler bricht?

Wo Schutz dem guten Bürger nah?

Das Land, es heißt Borussia!

3. Da grünt des Lorbeers frisches Reis,

Des tapfern Kriegers hoher Preis;

Nicht mehr verläßt Victoria

Ihr Heldenland Borussia.

4. Bescheidnen Sinnes sieht ein Mann

Mit Gott im Bunde glaubend an

Das Werk, das dir durch ihn geschah,

Dein König ist’s, Borussia!

5. Drum Segen ihm, der groß und recht

Das Haupt vom kräftigen Geschlecht:

Gott bleibt mit seiner Hülfe nah

Dem König und Borussia.